# Khurram Parvez
Khurram Parvez (Srinagar, 1977) é um ativista de direitos humanos de Caxemira. Ele é o Presidente da Federação Asiática contra Desaparecimentos Involuntários (AFAD)  e Coordenador do Programa da Coalizão da Sociedade Civil de Jammu Kashmir (JKCCS).   Khurram recebeu o Prêmio Reebok de Direitos Humanos de 2006.

## Trajetória
Khurram fundou a Coalizão da Sociedade Civil de Jammu Kashmir em 2000, juntamente com Parvez Imroz. Khurram tem sido um notório militante dos direitos humanos em Caxemira. A organização que fundou já publicou diversas investigações sobre os abusos e a impunidade promovida pelo exército indiano na região.
Em 14 de setembro de 2016, ele foi primeiro parado pela pelas autoridades indianas no aeroporto de Nova Delhi para impedi-lo de participar da 33ª Sessão do Conselho de Direitos Humanos da ONU em Genebra, onde iria informar os órgãos da ONU, incluindo o Alto Comissário da ONU para os Direitos Humanos e governos estrangeiros sobre as alegadas atrocidades cometidas pelas forças estatais indianas em Jammu e Caxemira durante a violência de 2016 em Caxemira.
Parvez foi posteriormente preso em 15 de setembro por oficiais indianos de sua casa em Srinagar. Mais tarde, em 16 de setembro de 2016,a Coalizão da Sociedade Civil de Jammu Kashmir declarou que Khurram Parvez foi detido sem prisão formal ou notificações, e em violação de seus direitos à informação e advogado.    Em 21 de setembro, um dia depois de um tribunal de sessões ordenar sua libertação, Khurram Parvez foi detido pela de novo, dessa vez sob a Lei de Segurança Pública (PSA). Após 76 dias de detenção, em 30 de novembro ele foi finalmente libertado da prisão seguindo as ordens  do Tribunal Superior de Jammu e Caxemira.

Khurram Parvez faz um sinal de vitória enquanto é levado para a prisão. Foto por: Sameena Mir

Khurram Parvez foi preso novamente em 22 de novembro de 2021, na noite da segunda-feira, pela Agência de Investigação Nacional (em inglês, National Investigation Agency - NIA), após mais de quinze horas de buscas na casa do ativista e em seu escritório na  Coalizão da Sociedade Civil de Jammu Kashmir, na cidade de Srinagar. Ele teve diversos objetos confiscados, não apenas eletrônicos mas também livros. Ele foi preso sob várias seções da Lei de Prevenção de Atividades Ilegais (LPAI), como da acusação de 'financiar o terrorismo'. A LPAI é uma lei bastante criticada da Índia por ser vaga e permitir a prisão sem julgamente de qualquer pessoa.